# Plaesius mohouti
Plaesius mohouti är en skalbaggsart som beskrevs av Lewis 1879. Plaesius mohouti ingår i släktet Plaesius och familjen stumpbaggar. Inga underarter finns listade i Catalogue of Life.